# Neuto de Conto
Neuto Fausto de Conto (Encantado, 8 de setembro de 1938) é um empresário e político brasileiro.

## Biografia
Empresário, Neuto de Conto foi filiado ao PTB de 1962 até 1965, com a imposição do bipartidarismo quando filiou-se ao MDB. Em 1980 com o retorno do pluripartidarismo, permaneceu no PMDB onde se encontra até o presente. Vereador eleito de São Miguel do Oeste por duas vezes seguidas na década de 1970, exerceu o mandato de deputado estadual entre 1984 a 1987. Nas eleições de 1986 candidatou-se a deputado federal, alcançando a suplência, exercendo o mandato eventualmente. Foi Secretário de Agricultura de Santa Catarina entre 1987 e 1989.
Em 1990 elegeria-se efetivamente deputado federal, sendo reeleito em 1994 para a 50ª legislatura (1995 — 1999). Foi Secretário de Fazenda entre 1995 e 1996. Neste ano também foi chefe da Casa Civil do Estado.
Tentou reeleger-se em 1998 mas não obteve êxito. Em 2002 foi primeiro suplente do senador eleito Leonel Pavan. Quando este foi eleito vice-governador em 2006, Neuto de Conto assumiu o mandato em 3 de janeiro de 2007.
Em 5 de agosto de 2010 se afasta temporariamente do senado para assumir a Secretaria de Articulação do Estado de Santa Catarina. Em seu lugar, assumiu a segunda suplente Selma Elias Westphal.
Seu irmão, Paulo Antônio de Conto, é bispo da Igreja Católica.